# Stewartia rostrata
Stewartia rostrata là một loài thực vật có hoa trong họ Theaceae. Loài này được Spongberg miêu tả khoa học đầu tiên năm 1974.

## Hình ảnh

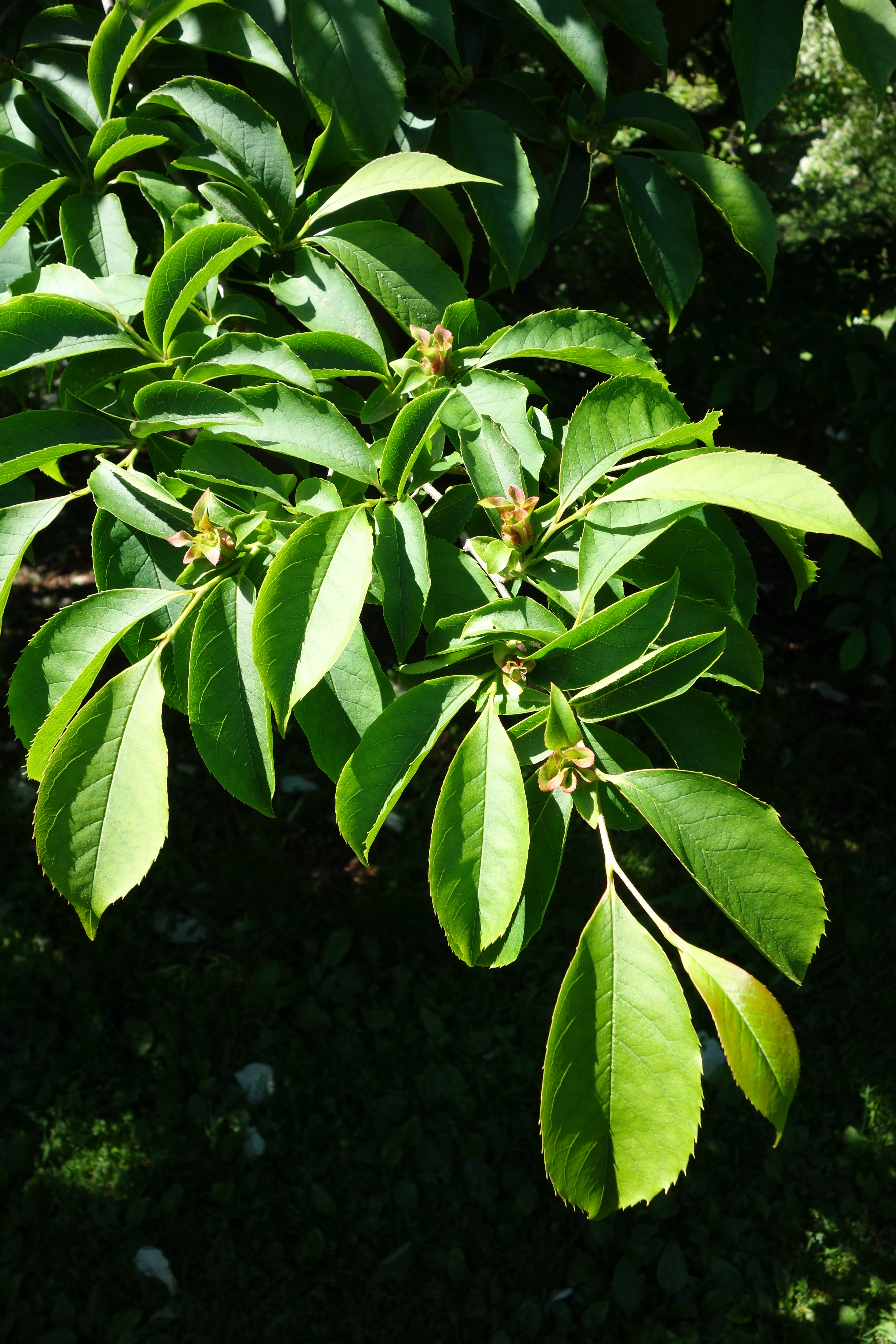
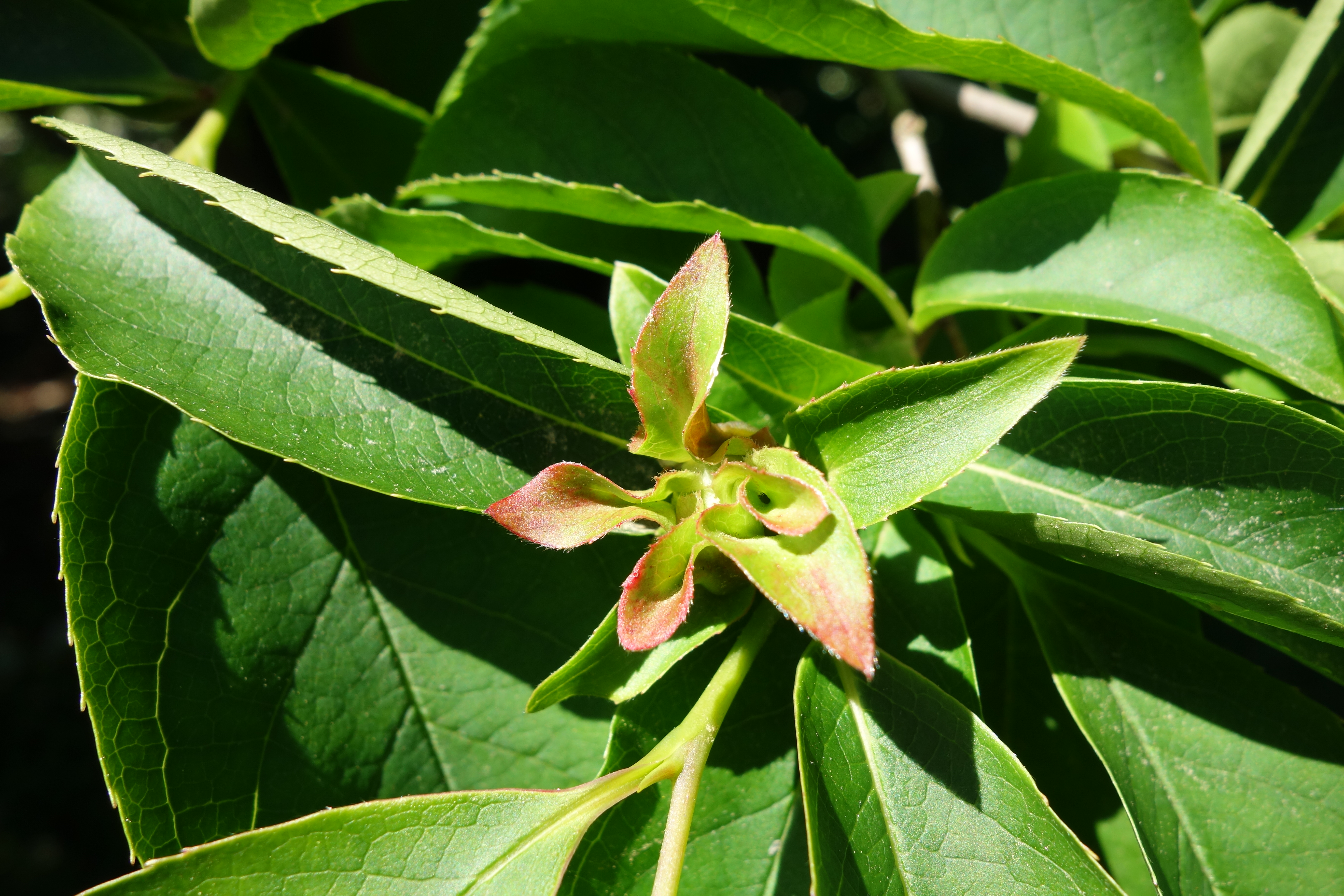